# جوزف لوبین
جوزف لوبین (انگلیسی: Joseph Lubin؛ زادهٔ ۱۹۶۴) یک کارآفرین کانادایی-آمریکایی است.
در فوریه ۲۰۱۸، فوربس ارزش خالص لوبین در ارزهای دیجیتال را بین یک تا پنج میلیارد دلار تخمین زد.
لوبین یکی از بر بنیانگذاران اصلی شبکه آتریوم و مؤسس شرکت کانسنسیس، یکی از شرکت‌های فعال در حوزه بلاکچین، است.

## زندگی‌نامه
جوزف لوبین در سال ۱۹۶۴ میلادی در شهر تورنتو کانادا متولد شد. او در رشته مهندسی برق و علوم کامپیوتر از دانشگاه پرینستون آمریکا فارغ‌التحصیل شد. لوبین پس از فارغ‌التحصیلی از دانشگاه مدتی در حوزه موسیقی فعالیت داشت. برخی از مشتریان برای پرداخت مالی خود بیت کوین را پیشنهاد می‌دادند که این موضوع باعث آشنایی وی با بیت کوین شد. او با مطالعه ایده ساتوشی ناکاموتو، به این حوزه علاقه‌مند شد. لوبین همواره از ساتوشی ناکاموتو به عنوان عامل اصلی ورودش به این حوزه یاد کرده‌است.